# Organizzazione nazionale delle donne italoamericane
L'Organizzazione Nazionale delle Donne Italoamericane (In inglese The National Organization of Italian American Women o NOIAW) è una comunità di donne italoamericane composta da diverse professioniste. I membri includono dottoresse, avvocatesse, artiste, scienziate, infermiere, donne d'affari, educatrici, scrittrici, giudici e casalinghe. È l'unica organizzazione nazionale statunitense composta da donne di origine italiana.
La NOIAW ha sponsorizzato eventi educativi, culturali e sociali e si focalizza su argomenti d'interesse per le donne italoamericane. I programmi riconoscono e promuovono i contributi e le realizzazioni di donne di origine italiana, così come pure riconoscono le donne quali custodi della cultura. Attraverso il loro programma guida, le studenti laureate e laureande e le donne che tornano sul mercato del lavoro sono contattate dai membri NOIAW dello stesso campo, fornendo guida e supporto. Borse di studio sono assegnate ogni anno a donne italoamericane per assisterle finanziariamente nel proseguire la loro educazione. La NOIAW si impegna nel preservare l'eredità italiana, la lingua, la cultura, mentre contemporaneamente promuove il supporto e la promozione sociale di donne di discendenza italiana.
La NOIAW fu fondata nel 1980 da un piccolo gruppo di donne italoamericane, che ambivano a creare una rete nazionale per appoggiare le aspirazioni professionali ed educative dei suoi membri e per combattere gli streotipi etnici, promuovendo modelli sociali positivi. Oggigiorno la NOIAW si è evoluta in un'organizzazione internazionale che fa socializzare assieme donne di origine italiana in tutti gli Stati Uniti d'America con donne in Italia, Argentina e Australia attraverso una serie di eventi internazionali e conferenze.

## Membri onorari
- Matilda Raffa Cuomo
- On. Rosa DeLauro
- On. Geraldine Ferraro
- On. Patricia deStacy Harrison
- On. Connie Morella
- Comm. Lisa Caputo Nowak
- On. Nancy Pelosi prima donna speaker del Congresso degli Stati Uniti
- On. Marge Roukema
- Baronessa Mariuccia Zerilli-Marimò